# Sheraya Szapszal
Sheraya Szapszal (karaïm : Хаджи Серая Хан Шапшал Haji Sheraya Han Shapshal; en russe : Серая (Сергей) Маркович Шапшал Seraj Markovitch Shapshal ; en polonais : Seraj Szapszal; en turc : Seraya Şapşaloğlu) est un dirigeant religieux et turcologue des XIXe et XXe siècles (1873-1961).
Hakhan des Karaïmes de Crimée, puis de Pologne et de Lituanie, il a effectué une profonde réforme de leurs convictions religieuses, afin de les faire reconnaître comme une ethnie turque non-juive.

## Éléments biographiques
Sheraya Shapshal naît à Bakhtchyssaraï, en Crimée (Empire russe) et grandit à Çufut Qale, un vieux centre karaïme de la même région. Il étudie à l'université de Saint-Pétersbourg, où il reçoit un doctorat en philologie et en langues orientales.
Invité à servir de précepteur personnel au prince héritier de la couronne iranien, Mohammad Ali Shah, il devient un ministre dans le gouvernement persan en 1907. Une rumeur prétend qu'il serait en fait un espion russe.
En 1911, il revient en Crimée et est nommé Hakhan (probable turcisation de Hakham) en chef des communautés karaïmes criméennes, en dépit de son absence de formation religieuse spécifique. Cette nomination s'inscrit dans la laïcisation progressive des Karaïtes de l'empire russe, dont la population est en voie de modernisation et de laïcisation rapide, et où les études séculières deviennent plus prestigieuses que les études religieuses. Shapshal se fait par ailleurs le propagateur d'une vision particulièrement radicale des idées du « Mouvement national karaïte », allant jusqu'à redéfinir les principes de foi du karaïsme (qui est à la base un mouvement juif), en acceptant Jésus et Mahomet comme prophètes.
Il se rapproche des mouvements nationalistes turcs, en particulier des Jeunes-Turcs. Après la révolution bolchevique, Szapszal est installé à Constantinople, de 1919 à 1927, et milite dans le mouvement nationaliste pan-turc.
En 1927, il s'installe à Vilnius, et y devient le chef des Karaïmes en Pologne et en Lituanie.
La redéfinition des Karaïmes comme population d'origine turque, et non juive, ayant été acceptée par les Nazis, ils échappent à la Shoah. De plus, Szapszal ayant accepté de constituer une liste de Karaïmes dans les territoires sous sa juridiction, ceux-ci apparaissent comme collaborateurs actifs des Allemands, quelques Karaïmes ayant même servi dans les rangs de la Wehrmacht.
Après la guerre, Szapszal vit à Troki, un autre centre karaïme en Lituanie désormais sous contrôle soviétique. Les activités religieuses devenant impossibles du fait de l'athéisme officiel soviétique, il reprend ses activités de linguiste, et enseigne à l'Académie lituanienne des sciences. Il meurt à Vilnius en 1961.

## Œuvre
Sheraya Szapszal est le coauteur d'un dictionnaire karaïme (un dialecte judéo-tartar) - russe - polonais, publié en 1974, et a écrit un certain nombre d'articles sur les Karaïmes de Crimée. Son Histoire du karaïsme demeure non publiée.
Une partie de ses collections et de ses livres sont conservés dans un petit musée de la vieille kenessa (maison de prière karaïte) de Troki.

## La réforme des Karaïmes et du karaïsme de Crimée
Le « mouvement national karaïte, » apparaît dans le deuxième quart du XIXe siècle sous l'impulsion d'Abraham Firkovich. Il a pour but de faciliter les conditions de vie des Karaïtes de Crimée dans la Russie antisémite du XIXe siècle. Ils obtiendront de fait l'égalité avec les citoyens russes en 1863.
Firkovich vise à prouver que les Karaïtes descendent d'une communauté de Turcs non-juifs, pratiquant une religion mosaïque, détachée des autres courants du judaïsme au VIIe siècle avant l'ère commune. Les Karaïtes seraient par conséquent plus proches du mosaïsme originel que le judaïsme rabbinique et ils seraient, surtout, innocents de la mort de Jésus (l'accusation de déicide était l'une des plus fréquemment formulées à l'encontre des Juifs dans la Russie des tsars).
Szapszal défend quant à lui l'idée que Jésus-Christ et Mahomet devraient être reconnus par les Karaïmes comme de grands prophètes (mais dans le cas de Jésus, pas comme le Messie). Outre les éventuelles convictions religieuses de Szapszal, cette double acceptation semble avoir eu trois avantages : 
- accentuer la divergence avec les Juifs, dans un Empire russe où les pogroms sont nombreux ;
- rendre la religion karaïme plus acceptable aux yeux des chrétiens orthodoxes (par l'acceptation partielle de Jésus) ;
- rendre la religion karaïme plus acceptable aux yeux des Turcs, très majoritairement musulmans, en acceptant partiellement Mahomet.

Cette nouvelle doctrine religieuse semble avoir été répandue parmi les Karaïmes de Crimée et, lors du massacre de Babi Yar, au cours duquel 200 Karaïmes sont assassinés, ces derniers s'apprêtent à « mourir comme le Christ. » Elle semble être cependant demeurée un phénomène local, tributaire de l'antisémitisme ambiant, et la communauté karaïte d'Égypte, à laquelle s'étaient joints des Karaïmes criméens, et dont le Hakham al-Akbar (équivalent karaïte du grand-rabbin), Touvia Babovich était lui-même d'origine karaïme criméenne, continuait à s'identifier au peuple juif ; elle a d'ailleurs rejoint l'état d'Israël après sa création.

## La liste de Szapszal
Les théories de Firkovich et Szapszal sur les Karaïmes avaient été confirmées par des sommités juives interrogées par les nazis, qui avaient critiqué ces thèses avant la guerre, et semblaient moins motivés par la vérité scientifique qu'à aider les Karaïmes à se protéger. Ceux-ci étant épargnés par la Shoah, un certain nombre de Juifs rabbanites se faisaient passer pour Karaïmes avec l'aide de membres de cette communauté.
Cependant, en 1941, Sheraya Szapszal accepte d'établir une liste des Karaïmes de Pologne et de Lituanie. Cette liste fut très fortement contestée après la guerre, et Szapszal accusé d'avoir rédigé une « liste de la mort ». Lui et ses partisans s'en défendirent en indiquant qu'il n'avait fait que répondre à un ordre de l'occupant nazi, auquel il ne pouvait se soustraire sans mettre en danger sa communauté.